# Koulikoro (Biankouma)
Koulikoro ou Kouroukoro,est un chef-lieu de commune est une localité de l'ouest de la Côte d'Ivoire et appartenant au département de Biankouma, dans la région du Tonkpi. La localité de Koulikoro.
Koulikoro est le village-centre du canton Oualou qui compte au moins 6 000 habitants aujourd'hui, avec plus de dix villages et campements. Il est l'une des portes d'entrée du Parc national du Mont Sangbé et attend la construction d'un barrage hydro-électrique sur le fleuve Bafing à 7 km environ. Électrifié depuis 1996, Koulikoro dispose d'une école primaire, d'un centre de santé rural, d'un bureau de cantonnement des Eaux et Forêts, d'un château d'eau de 6 000 litres, de quatre mosquées, de deux pompes hydrauliques et d'une école franco-arabe. 
Ses populations attendent de tout vœu, son érection en chef-lieu de sous-préfecture, afin de les rapprocher au mieux de l'administration. En effet, Koulikoro est à plus de 80 km de Gbonné, son chef-lieu de sous-préfecture et à plus de 130 km de Biankouma, le chef-lieu de préfecture. À Koulikoro, on trouve comme population autochtone les peuples provenant du Mahou (actuel Touba, région du Bafing). Les cinq (5) grandes familles qui y cohabitent sont les Touré, les Bakayoko, les Sidibé, les Soumahoro, les Dosso sans oublier les Dyomandé ou Diomandé qui occupent la chefferie. 
On y produit du cacao, café, anacarde, riz, maïs, manioc, igname, etc.